# عاشق (فیلم ۲۰۰۱)
عاشق (به هندی: Aashiq) فیلمی محصول سال ۲۰۰۱ و به کارگردانی ایندرا کومار است. در این فیلم بازیگرانی همچون بابی دئول، کاریسما کاپور، راهول دو، انوپم کهیر، آنجان سیرواستاو، جانی لور، موکش ریشی، وراجش هیجری ایفای نقش کرده‌اند.